# Jabukovac (Serbia)
Jabukovac (cyr. Јабуковац) – wieś w Serbii, w okręgu borskim, w gminie Negotin. W 2011 roku liczyła 1413 mieszkańców.